# رید مالین
رید مالین (انگلیسی: Reed Mullin; ۱۲ فوریهٔ ۱۹۶۶ – ۲۷ ژانویهٔ ۲۰۲۰) طبل‌زن اهل ایالات متحده آمریکا بود. وی بین سال‌های ۱۹۸۲ تا ۲۰۲۰ میلادی فعالیت می‌کرد.